# لفتی اودول
فرانسیس جوزف «لفتی» اودول (انگلیسی: Francis Joseph "Lefty" O'Doul؛ ۴ مارس ۱۸۹۷ – ۷ دسامبر ۱۹۶۹) بازیکن بیس‌بال آمریکایی لیگ برتر بود که در ادامه به مربی موفقی در لیگ های کوچک تبدیل شد. از باشگاه‌هایی که در آن بازی کرده‌است می‌توان به بوستون رد ساکس و نیویورک یانکیز اشاره کرد.